# Ken’ichirō Kobayashi

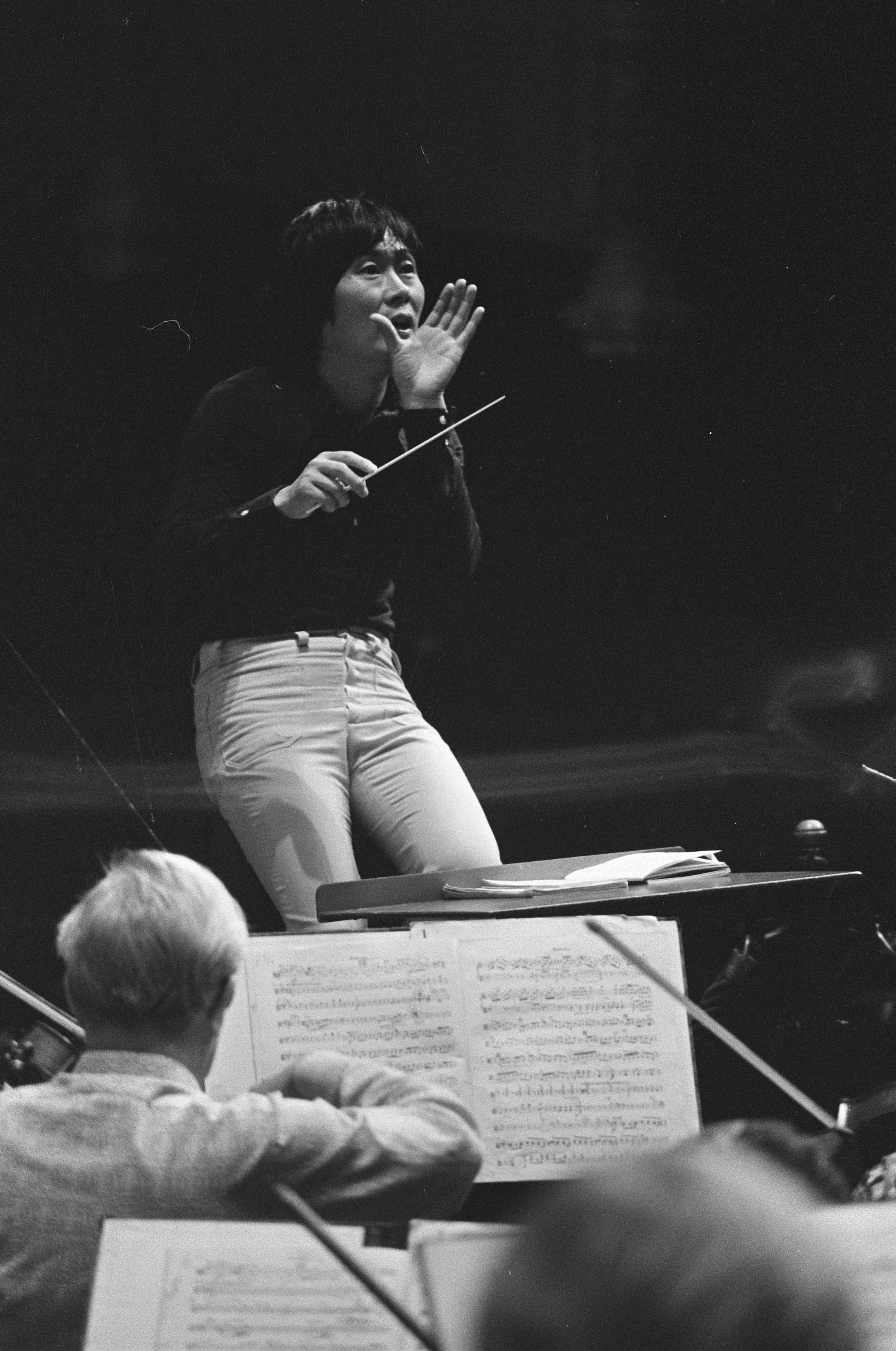
Ken'ichirō Kobayashi, 1975

Ken’ichirō Kobayashi (japanisch 小林 研一郎, Kobayashi Ken’ichirō, in Japan auch bekannt unter dem Kurznamen Kobaken; geboren am 9. April 1940 in Iwaki, Präfektur Fukushima, Japan) ist ein japanischer Dirigent, Komponist und Hochschullehrer.

## Ausbildung
Kobayashi wuchs in Iwaki auf, beide Eltern waren Lehrer. Im Alter von 11 Jahren verfasste er erste Musikstücke. Kobayashi studierte von 1960 bis 1964 an der Universität der Künste Tokio Komposition bei Ishiketa Mareo (1916–1996) sowie Dirigieren bei Watanabe Akeo (1919–1990) und Yamada Kazuo.

## Dirigent
Seine Laufbahn als Dirigent begann, als er 1970 bei der Min-On Tokyo International Music Competition for Conducting das Finale erreichte. 1972 folgte sein Debüt am Pult des Tokyo Symphony Orchestra.
Kobayashi startete eine internationale Karriere und gewann 1974 in Budapest beim Ersten Dirigenten-Wettbewerb des Ungarischen Fernsehens „In memoriam János Ferencsik“ sowohl den 1. Preis wie auch den Spezialpreis.

### Orchester in Europa
In Europa dirigierte er danach in leitenden Positionen oder gastweise Orchester in Ungarn, den Niederlanden und Tschechien, zudem in der Slowakei, in Österreich, Russland, England, Frankreich und Italien.
In Ungarn war er von 1987 bis 1997 Chefdirigent des Hungarian State Symphony Orchestra (heute Hungarian National Philharmonic Orchestra) als Nachfolger von János Ferencsik und wurde nach seinem Abschied Ehrendirigent. 40 Jahre nach dem Gewinn des Dirigenten-Wettbewerbs in Budapest ging Kobayashi 2014 mit dem Orchester auf Japan-Tour, auch 50 Jahre danach gab er dort 2024 als Gastdirigent wieder Konzerte.
In den Niederlanden war er als ständiger Dirigent ab 2006 mit Het Gelders Orkest (auch Arnhem Philharmoncc Orchestra, heute Phion) verbunden, mit dem er 2007 und 2009 Tourneen in sein Herkunftsland Japan unternahm. Beim Nederlands Philharmonisch Orkest wirkte er als Erster Gastdirigent.
In Tschechien amtierte er als ständiger Gastdirigent bei der Tschechischen Philharmonie und war einer der drei Dirigenten, die die Leitung des Orchesters 1996 nach dem Abschied von Gerd Albrecht bis 1998 übernahmen. Kobayashi war zudem der erste Dirigent asiatischer Herkunft, der die Eröffnung des Festivals Prager Frühling dirigierte, als er 2002 mit der Tschechischen Philharmonie Bedřich Smetanas kompletten Zyklus Má Vlast aufführte. Mit diesem Orchester spielte er in den Jahren 2010 bis 2013 sämtliche Beethoven-Sinfonien auf Tonträger ein.
Zu den weiteren Orchestern, die er in Europa dirigierte, zählten u. a. die Slowakische Philharmonie und die Moskauer Philharmoniker. Mit dem London Philharmonic Orchestra nahm Kobayashi 2014 alle Tschaikowski-Sinfonien auf.

### Orchester in Japan
Kobayashi blieb als Dirigent namhafter Orchester auch in Japan präsent. Er war u. a. Chefdirigent des Kyōto Symphony Orchestra (1985–1990). Besonders lang war er dem Japan Philharmonic Orchestra verbunden, das er als Chefdirigent (1990–1994 und 1997–2004) und als Musikdirektor (2004–2007) leitete. Weitere feste Tätigkeiten übte er als ständiger Dirigent beim Tokyo Metropolitan Symphony Orchestra (1978–1983),, als Musikdirektor beim Nagoya Philharmonic Orchestra (1988–2003, seither Ehrendirigent) und als Gastdirigent beim Tokyo Symphony Orchestra aus. Weiterhin ist er als Ehrengast beim Kyushu Symphony Orchestra und als Musikalischer Berater beim Gunma Symphony Orchestra tätig.

### Dirigierstil
Seine leidenschaftliche Art zu dirigieren, zuweilen auch sich laut bemerkbar zu machen und zu stampfen, brachte ihm einerseits Kritik ein, andererseits Begeisterung, die sich in dem Nickname „fiery Kobaken“ („feuriger Kobaken“) niederschlug.

## Komponist
Daneben trat Kobayashi auch gelegentlich als Komponist in Erscheinung. Zum 400. Jahrestag der japanisch-niederländischen Beziehungen im Jahr 2000 schrieb er 1999 das Orchesterwerk Passacaglia, dessen Uraufführung er selbst mit dem Nederlands Philharmonisch Orkest dirigierte.

## Hochschullehrer
Kobayashi lehrte als Professor für Dirigieren an der Universität der Künste Tokio, an der Musikhochschule Tokio und an der Franz-Liszt-Musikakademie Budapest.